# 진·삼국무쌍 2
진·삼국무쌍 2(일본어: 真・三國無双 2) 일본의 게임 회사 코에이가 개발한 액션 게임으로 2001년 9월 20일 플레이스테이션 2 플랫폼 기반으로 일본에서 발매되었다. 국내에서는 플레이스테이션 2 플랫폼 기반으로 음성, 자막, 매뉴얼 모두 한글화되어 발매되었다. 2002년 진·삼국무쌍 2번째 시리즈, 삼국무쌍의 3번째 시리즈로 나관중의 삼국지연의를 모티브로 제작되었으며, 독자적인 픽션 설정도 포함하고 있다. 미국과 유럽의 발매 제목은 Dynasty Warriors 3이다.

## 개요
이전 작품에 비해 무장 스테이지가 크게 늘어나 사용 가능한 캐릭터가 41명이며, 무장 별 스테이지 구성의 무쌍 모드. 장비 아이템, 무기의 힘을 도입 공격 액션이 추가되었다. 게임 화면이 상하로 분리되어 2인 동시 플레이가 가능하다. 2002년 1월 일본 기준 출하량이 총 100 만장을 기록했다. 스테이지의 BGM은 전작 과 거의 동일하다. 무쌍 시리즈 최초로 DVD-ROM 을 채용 한 작품이기도 하다.

## 게임 플레이

### 게임 모드
- 무쌍모드

무장 각각의 스토리를 체험하는 모드. 일부 무장으로 게임 클리어시 무장이 추가된다.
- 프리모드

자유롭게 무대와 프레이 아불 무장을 선택해 플레이하는 모드.
- 챌린지 모드

참합
신속

## 평가
| 평론 점수 평론사 점수 PS2 엑스박스 올게임 [ 1 ] [ 2 ] EGM 7.67/10 [ 3 ] N/A 패미츠 34/40 [ 4 ] N/A 게임 인포머 7/10 [ 5 ] 7.25/10 [ 6 ] 게임 레볼루션 B+ [ 7 ] N/A 게임프로 [ 8 ] [ 9 ] 게임스팟 7.1/10 [ 10 ] 7.3/10 [ 11 ] IGN 8.5/10 [ 12 ] 6.8/10 [ 13 ] OPM (US) [ 14 ] N/A OXM (US) N/A 7/10 [ 15 ] 통합 점수 게임랭킹스 77.33% [ 16 ] 76.01% [ 17 ] 메타크리틱 78/100 [ 18 ] 70/100 [ 19 ] |         |          |
| 평론 점수 |         |          |
| 평론사 | 점수    | 점수     |
| 평론사 | PS2     | 엑스박스 |
| 올게임 | [ 1 ]   | [ 2 ]    |
| EGM | 7.67/10 | N/A      |
| 패미츠 | 34/40   | N/A      |
| 게임 인포머 | 7/10    | 7.25/10  |
| 게임 레볼루션 | B+      | N/A      |
| 게임프로 | [ 8 ]   | [ 9 ]    |
| 게임스팟 | 7.1/10  | 7.3/10   |
| IGN | 8.5/10  | 6.8/10   |
| OPM (US) | [ 14 ]  | N/A      |
| OXM (US) | N/A     | 7/10     |
| 통합 점수 |         |          |
| 게임랭킹스 | 77.33%  | 76.01%   |
| 메타크리틱 | 78/100  | 70/100   |